# ビュドロザ (小惑星)
ビュドロザまたはブドロザ (338 Budrosa) は、小惑星帯にある大きな小惑星である。M型小惑星に分類される。
1892年9月25日にオーギュスト・シャルロワがニースで発見した。名前の由来は不明だが、フランス語の女性名ではないかと言われている。